# Hirschbach im Mühlkreis
Hirschbach im Mühlkreis è un comune austriaco di 1 149 abitanti nel distretto di Freistadt, in Alta Austria.